# Lynwood (Illinois)
Lynwood es una villa ubicada en el condado de Cook en el estado estadounidense de Illinois. En el Censo de 2010 tenía una población de 9007 habitantes y una densidad poblacional de 627,5 personas por km². Se encuentra al noreste del estado, junto a la frontera con Indiana. 

## Geografía
Lynwood se encuentra ubicada en las coordenadas 41°31′20″N 87°32′54″O / 41.52222, -87.54833. Según la Oficina del Censo de los Estados Unidos, Lynwood tiene una superficie total de 14.35 km², de la cual 14.15 km² corresponden a tierra firme y (1.39%) 0.2 km² es agua.

## Demografía
Según el censo de 2010, había 9007 personas residiendo en Lynwood. La densidad de población era de 627,5 hab./km². De los 9007 habitantes, Lynwood estaba compuesto por el 28.76% blancos, el 65.95% eran afroamericanos, el 0.29% eran amerindios, el 0.52% eran asiáticos, el 0% eran isleños del Pacífico, el 2.4% eran de otras razas y el 2.09% pertenecían a dos o más razas. Del total de la población el 7.29% eran hispanos o latinos de cualquier raza.